# イスラエル工科大学
テクニオン - イスラエル工科大学（英語: Technion - Israel Institute of Technology、公用語表記: הטכניון - מכון טכנולוגי לישראל）は、イスラエルハイファ地区ハイファに本部を置くイスラエルの国立大学。1924年創立、1912年大学設置。大学の略称はテクニオン（Technion）。

## 概要
研究・教育水準はマサチューセッツ工科大学に比肩して世界最高峰といわれており、世界の科学技術の革新に多大な影響を与えている（特筆すべき実績参照）。
優れた人材（学生、研究者）の輩出機関としても有名で、世界各国の多くの一流企業が学部時代から人材を確保しており、同大学卒業生の人気は高まりつづけている。
テクニオンは計18の学部棟 (原語 : פקולטות) および教育機関 (原語 : יחידות אקדמיות) を抱え、理学部や工学部をはじめ、建築学部や医学部もある。大学が設置されたのは建国前であり、当初はテクニクムという名称であった。実際に授業が開始されたのは12年後の1924年である。イスラエルで最古の大学であり、技術研究機関である。2008年、イツハク・アペロイグ教授が現在の学長となった。
（大学本部より）。

## 大学設立の歴史

### 技術者学校設立の必要性
1901年、ドイツのベルリンにおいて、「ドイツ系ユダヤ人による慈善協会」(通称「エズラ」)が発足した。「エズラ」協会には、「東欧のユダヤ人を助けること」および「ドイツ外のユダヤ人に対するドイツ文化の促進」という2つの目的があった。
1907年の9月から12月、創始者であるパウル・ナタン博士はエズラ協会の設立した学校を調査するため、パレスチナを訪問した。パレスチナ滞在時に、彼の脳裏に「技術者学校のプランで高等教育機関を建設してみてはどうか、きっとそれがエズラ協会最大の活動になるのではないか」との案が湧いた。
彼の思索は、地域で起こり始めていた変革によるものである。当時パレスチナの地を支配していたオスマン帝国は、科学技術的にヨーロッパより遅れをとっていた。時を同じくしてトルコ政府は大規模な生産開発を計画し、多くの技術者を必要としていた。しかし当時、オスマン帝国全土に養成学校が皆無であったため、このような技術者は存在しなかった。その為、帝国外部から専門の技術者を呼び寄せる他はなかったのである。
ナタンは、この新しい技術者学校を卒業するユダヤ人が、新分野の研究に携わるには、以下の条件が必要だと望んだ。
- パレスチナのユダヤ人の経済状況が改善すること
- ドイツの経済が間接的な支援を得ること（全ての機材、建設材料の一部や工学関係の知識はドイツから取り寄せられるため）
- 多くの東欧地域でユダヤ人が学ぶことを禁じられていた専門分野を、イスラエルの地で学べるようになること
- もっと多くのユダヤ人がイスラエルの地への帰還を欲すること

ナタンは、この技術者学校ではドイツ語で教育しようと計画していた。何故なら、予定されていたテキストは全てドイツ語であったし、学生が扱う予定の装置もドイツから取り寄せていたためである。(資金がドイツのエズラ協会から届く為、当然ではあるが。)

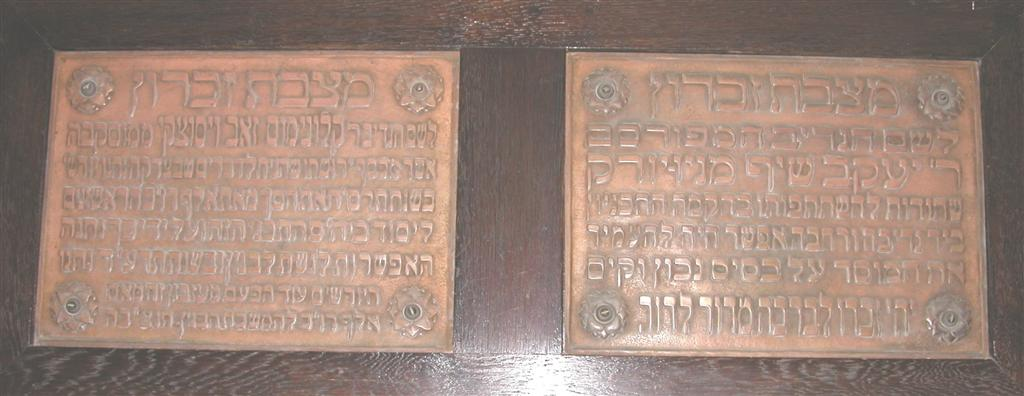
シフとヴィソツキーの貢献を記念して寄贈された銅の銘板。現在はテクニオン旧校舎に展示されている。

1908年、ナタンは、ホヴェヴェイ・ツィヨン(Hovevei Zion)の指導者の一人であり、ヴィソツキー・ティー社の創始者でもある、ゼエブ・クロニムス・ヴィソツキーの息子、ダヴィッド・ヴィソツキーに協力を求めた。ヴィソツキーは技術者学校設立のために、10万ルーブルを請け負い、その後も5年に渡って更に10万ルーブルを寄付し続けた。クロニムス・ヴィソツキーの親友であったアハド・ハアムが交渉の協力者となり、ついに当施設のユダヤ人の意向を約束する協定が結ばれた。
1908年3月29日、ベルリンにてヴィソツキーとアハド・ハアムは、エズラ協会の「ヴィソツキー基金」設立を証明すると署名し、イスラエルの地に技術者学校が建設される道が開かれたのである。

### テクニクム設立

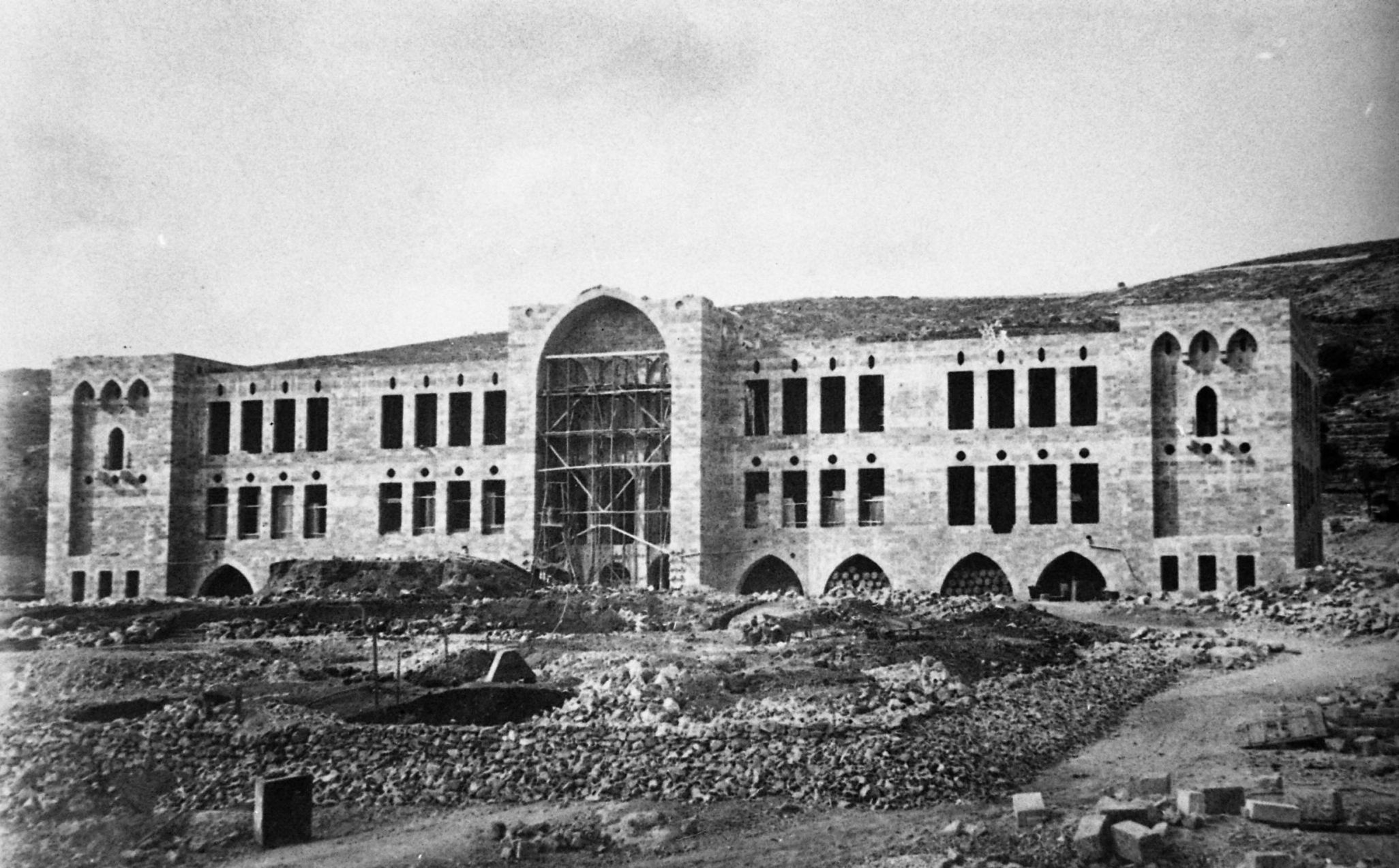
ハダル・ハカルメル近郊におけるテクニオン最初の建造の様子。写真は1913年のもの。

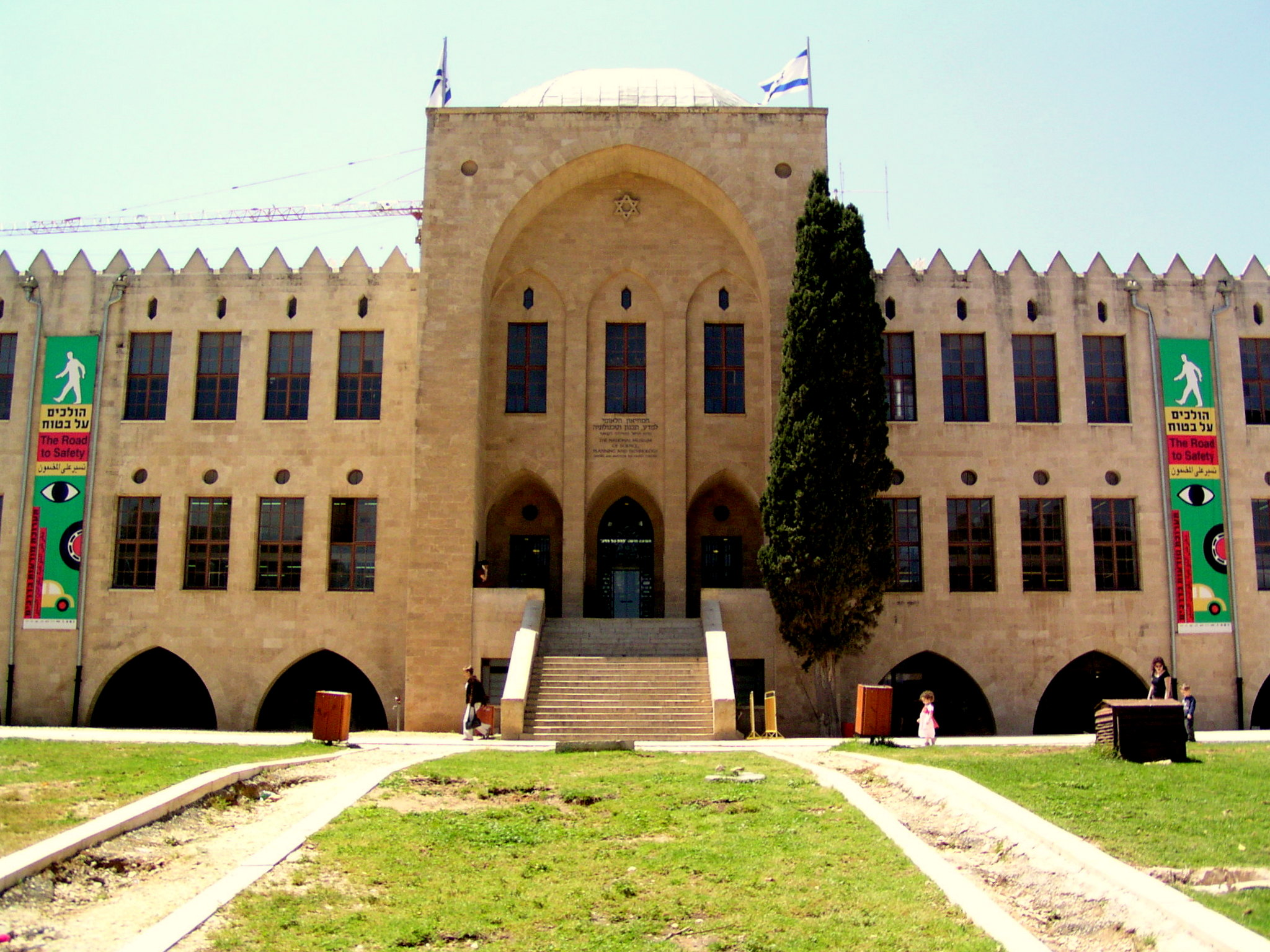
2006年に撮影されたテクニオン旧校舎。現在は国際科学技術・宇宙博物館となっている。

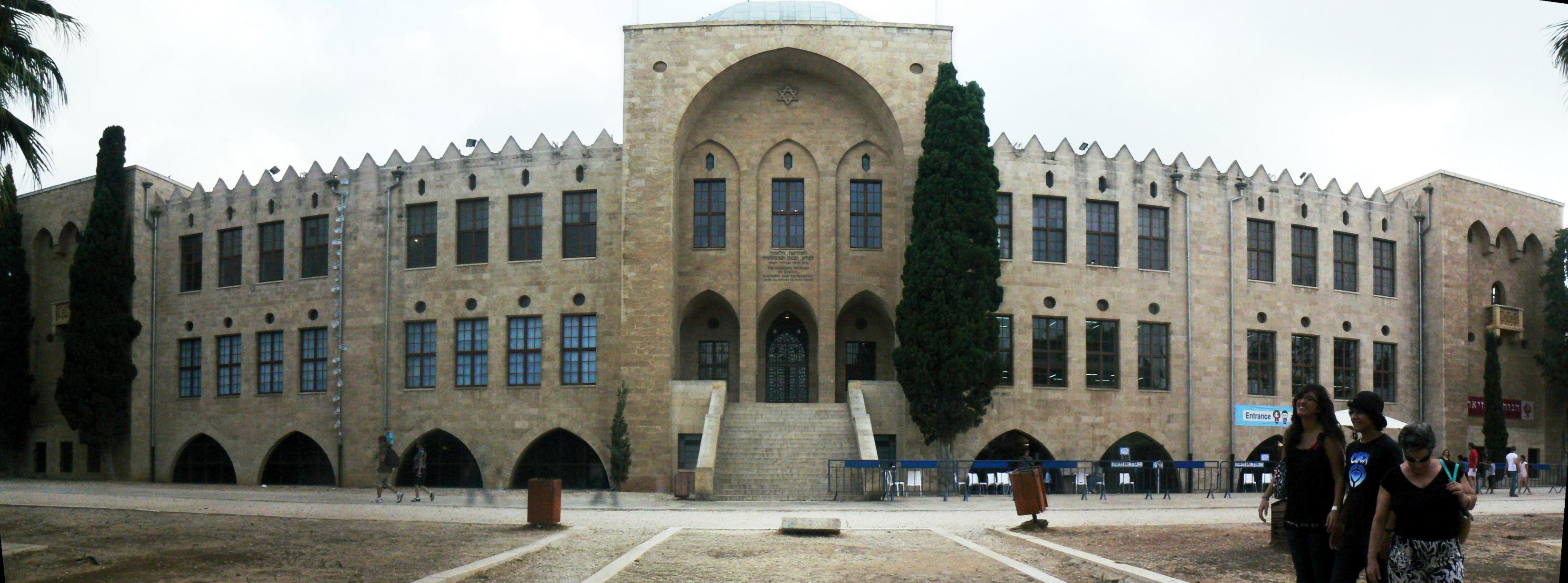
2008年撮影のテクニオン旧校舎のパノラマ写真。

ナタンは長期にわたる検討の末、この技術者学校を建てるに相応しい場所はハイファであるとの考えに至った。当時ハイファは人口約2万人、うちユダヤ人は2千人ほどの小さな町であったにもかかわらず、この地を選ぶ幾つかの利点があった。
- 同時期にトルコ政府がハイファを近隣諸国への鉄道の中央ステーションとして扱い始めていたこと
- トルコ政府がハイファ港の拡大を計画していたこと

この二つの事実によって、ハイファは工業および交通の中心となることは明白であった。技術者学校は工業や交通に直接結びついているので、テクニオン卒業者への仕事の供給となる。しかも、正統派の影響下に置かれていたエルサレム、あるいはヤッフォと違って、ハイファのユダヤ人居住区はまだ小規模で政治の面でも宗教の面でも中心的とは見なされなかった。技術者学校がこの町をユダヤ人の新たな集合場所へと変え、都市開発を促進してくれるだろう、と。
1908年、ナタンはヴィソツキーの跡継ぎの寄付を受け、土地を買い取り始めることができた。彼は、パレスチナにおけるエズラ協会代表のエフライム・コーヘンに、ハイファで技術者学校に相応しい場所探しを依頼した。代表は、ナタンが個人的に目をつけていた場所の数カ所を調べ、二ヶ月後にシュモエル・ペヴズネルと相談した後、「ミラヴァン(原語：מיראוואן)」近郊(今日におけるハダル・ハカルメル)に46ドゥナムの土地を選んだ。この土地はもともと、数名のアラブ人地主と、テンプラー運動(原語：תנועת הטמפלרים)に所属するドイツ人によって買い取られていた。土地の登録はトルコ市民の名義によってのみ許可されるというトルコの制定によって、ドイツのエズラ協会による土地の登録は拒絶され、ナタンがイスタンブールにいるドイツ大使の力を借りてトルコ政府に圧力をかけるまでに丸二年を要した。1910年8月、この土地はエズラ協会会長のジェイムス・サイモンの名義で登録された。この土地の購入による、仲介料と登録料は合わせて、10万フランス・フランにまで上った。
資金はまだ不十分であったため、新しい組織の献金も手配されることとなった。ユダヤ国民基金(通称JNF、あるいは「カカル」)は10万フランクを寄付し、学校の役員会で代表の権を得ることとなった。シュマリヤウ・レヴィン、イェヒエル・チェルノヴ、そしてジェイコブ・シフを筆頭とするアメリカのユダヤ人グループは10万米ドルを献金した。貢献者たちの組織は、指導要領の制定に対するそれぞれ異なる要求を抱えていたが、最終的にはこの設立された組織を指導していたベルリン出身のナタンが「技術教育のための専門学校」(テクニオンの最初の名前、原語は"המכון לחינוך טכני")の実権を握ることとなった。
専門学校で学ぶ専門分野を定めるために、ナタンはドイツから幅広く集められた教育者たちと議論を行った。その結果、以下のような決定が得られた。
- ドイツ語でテクニクム(טכניקום、ドイツ語原語は不明)と呼ばれる中間レベルの科学技術教育を行うこと。この技術者学校が当初テクニクムと呼ばれた所以がこれである。
- テクニクムに二つの部門(学部)を設けること。一つは機械工学、もう一つが建築および公共事業(今日の市民工学)である。
- 卒業生には技師としての称号(学位)を与え、熟練のエンジニアの手助けをできるようにする。
- テクニクムへの予備教育を行う高等学校(工業高校)を設立すること。(略称はBSMT)

テクニクム建築にあたって、アレクサンダー・ベルヴァルトという名のユダヤ人建築技師がドイツから呼び寄せられた。ベルヴァルトが構造を設計した後、二年間に渡る長期精密な建築作業を開始するため、三つの特別な許可を要した。アラブ人居住者との不和やトルコ政府の怠慢が災いして、工事は停滞するばかりであった。この工事に関する施設管理側の責任者として、シュマリヤウ・レヴィン博士が任を負うことになる。公式にテクニクム定礎式が執り行われるのは1912年の4月11日となった。

### テクニクム建設および準備段階における障害
テクニクムの建築には多くの困難が伴った。
- 地元には十分な建築技術者がいなかったため、エルサレムやドイツからさえ技術者を呼び寄せる必要があった。
- 「ユダヤ人がアラブ人労働者の入場を妨害している」という議論を通してユダヤ人とアラブ人の間に騒動があり、結局ただの言いがかりだと話がおさまるまで続いた。
- 制限された予算内で、どんな材料を使って建造しようものかと、建築者の不決定が長引いた。
- ほとんどの素材や機械はドイツから運び込まれたが、これが原因で費用はかさみ、時間の浪費にもなった。
- 水源確保のため、テクニクム敷地内に井戸を掘る予定だったが、当地の労働者には必要深度に達する技術力がなかった。それゆえにドイツから技師がきて専用の装置で地下水のある100メートルの深さにたどり着くまでの間、計画は一時中断となった。

1913年、高等学校の校舎が完成した。今日においては国際科学博物館として親しまれているテクニオン旧校舎も1913年のうちに、ハイファの「ハダル」地区に大部分が完成した。当初の目標は、1914年の4月初旬には、この施設を機能させ始めるというものであった。
建設費用を再評価した結果、現存の予算ではテクニクム建造を完成しきれないことが判明し、再び献金者のところに赴き新たな収入源の確保をする必要性が出てきた。
創設の歴史の中で生じた数ある障害の中でも、最も深刻な困難となったのは教育言語の問題であった。

### 言語論争
1913年までは、テクニクム付属の高等学校の授業がヘブライ語で行われることは間違いなかったが、問題はテクニクム自体の方で、未発達であった当時のヘブライ語において、学習書、教育者、専門用語そのもの全てにおいて不十分で、授業はドイツ語で行われるものとされていた。
テクニクムの教育言語をヘブライ語でなくドイツ語とすることをナタンが決定した時、問題が浮き彫りになった。付属高校の目的は、後にテクニクムで学ぶ学生を育て上げることであり、当然同じ言語で学びを継続すべきであるため、議論はまったくの現実問題となった。この決定はシオニズム共同体を激怒させることになった。何故なら最初から付属高校およびテクニクムの大部分の教科の主要言語はヘブライ語となると約束されていたし、ヘブライ語の近代化が国民の誇りの象徴になるはずだったからである。ヘルツェリア高等学校を中心とする反対と非難の波が起こり、イシューヴで広がっていった。両者間の議論は辛辣であり、エズラ協会によってテクニクム建設計画の責任者として任命され、ヘブライ語支持側でもあったシュマリヤウ・レヴィン博士をついには辞職にまで追い込んでしまった。1913年、第11回シオニスト会議において、シオニスト機構がイスラエルの若い世代の教育を案じねばならぬという要請を受けてレヴィンは演説に立った。1913年10月26日、ベルリンのテクニクム施設管理局において教育言語を決定する会議が執り行われた。その決定とは、ナタンの提案を受け入れ、ドイツ語で教育するというものであった。
この決定によって施設管理局のシオニストであるメンバーは一斉に辞職し、イスラエルの地ではエズラ協会に対する激しい弾圧運動が起こり、教育者組合のうちでテクニクムに対するボイコット声明を発するまでに至った。(これは象徴的行為だけであって、テクニクムと高等学校は建ったが、実はまだ先生は必要ない段階であった。)
この言語論争がきっかけで計画続行のための寄付金贈与者は見つけられず、資金不足によって建設作業は中断、施設の開始は延期せざるを得なくなった。直接的な結果は、労働者の解雇、そしてイスラエルの地におけるエズラ協会に対する不和の増加であった。エズラ協会には降伏を余儀なくされ、1914年2月22日に開かれた会議でテクニクムの教育言語はヘブライ語にすると宣言することとなった。

### 第一次世界大戦時
言語問題は解決したが、深刻化する予算問題までは解決できなかった。1914年7月17日に、最後の役員会議がベルリンで行われた。この議題について、施設の役員たちの間で様々な内部論争が起こったが、最終的にエズラ協会はテクニクムを競売にかけることを提案した。テクニクムの主要債権者であったエズラ協会の隠された意図は、独自に新しい敷地を獲得し、もはや運用上の問題が起こらないようにするということであった。
2週間ほど経過して第一次世界大戦が勃発。この事態によって、トルコと同盟を結んでいたドイツに本拠を据えるエズラ協会は、計画どおりにテクニクムを売却することができた。なぜなら、この施設の競売参加者たちは、トルコと戦っていた連合国出身ばかりだったからである。1915年3月15日、「テクニクム協会」の財産は売り払われ、エズラ協会は自らの手で22万5千マルク分の新しい土地と建築物を得ることになる。
戦時中は建築作業は中断され、施設や設備の保守管理の労力は削減された。1917年、ドイツ軍は建物を占領し、これを消毒施設や調理場として利用した。
同年の春には、替わってトルコ軍が来て、主要建築物を病院にしてしまった。1918年10月にはイギリス軍がハイファを制圧、その上テクニクムの建築物を軍事病院に仕立て上げた。
戦争後のエズラ協会の経済的状況は絶望的であり、戦勝国側との同盟を結んでいたシオニスト機構はこのチャンスを利用して、1920年2月6日、エズラ協会よりテクニクムを買い受けることとなった。
テクニクムに生涯を捧げ晩年をハイファで過ごそうとしたナタンには、対立し合う者たちがこの施設を支配していく状況は見るに耐えない様子であった。

### テクニオン開校

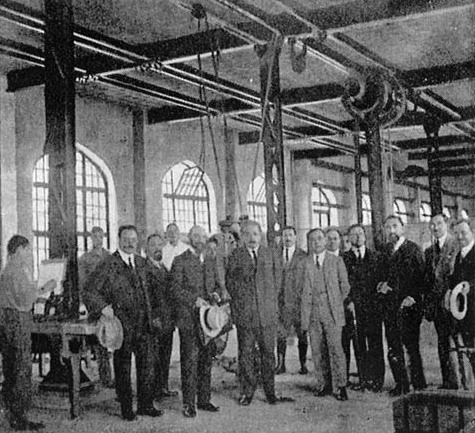
アルベルト・アインシュタインのテクニオン訪問(1925年)

テクニクム敷地内の建設物の状態はかなり悪化していた。イギリス軍は敷地内に病院を立て、よりによって井戸の真上を占領した。施設内の機械設備のほとんどは、戦時中に盗難にあったり、売り払われたりしてしまった。これらが原因で、機械設備の修理・新調のための資金が至急必要になった。同様に、イギリス人にその土地の立ち退きを交渉せねばならなかった。必要資金の調達、建築物の修復、および機械の新規購入にあたって、中心的に活躍したのがハイム・ヴァイツマン博士であった。これらの手続きを行うために、5年を費やすことになった。この過程には、修繕作業、機械や教育設備の購入のための資金調達、教員や管理職員の選定、そしてテクニクムの専攻カリキュラムの構成などが含まれる。
1924年9月、この技術者学校を「テクニオン(原語に注意：תכניון)」と読んではどうかという、ハイム・ナフマン・ビアリクの提案が受け入れられることになった。(彼の主張によると、ギリシャ語で「技術的な」を意味する「テクニー(טכני)」という言葉は、古来のヘブライ語で「設計」などを意味する「テヘン(תֶּכֶן)」が伝わったもので、言葉の逆輸入になるというものである。)1945年になってようやく、今の「テクニオン(原語：טכניון)という名前が確定した。
1923年には、アルベルト・アインシュタインがテクニオンを訪問、一年後には学内委員会の委員長になることに合意した。
1924年12月14日、はじめて夜間教室が実施され、定礎式から13年後にあたる1925年2月6日、公式にテクニオンの開校セレモニーが行われた。
開校当時の敷地面積は46ドゥナムで、7つの建物を有し、そのうちの1つで集中して勉学が行われた。施設の幹部は6人の教員を採用し、学生数は16人、部門は建築学と市民工学のみであった。
最初の数年間は、テクニオンの管理職員たちは様々な問題に直面したが、その中でも重大なのは、やはり資金不足であった。

## テクニオン創立から今日まで

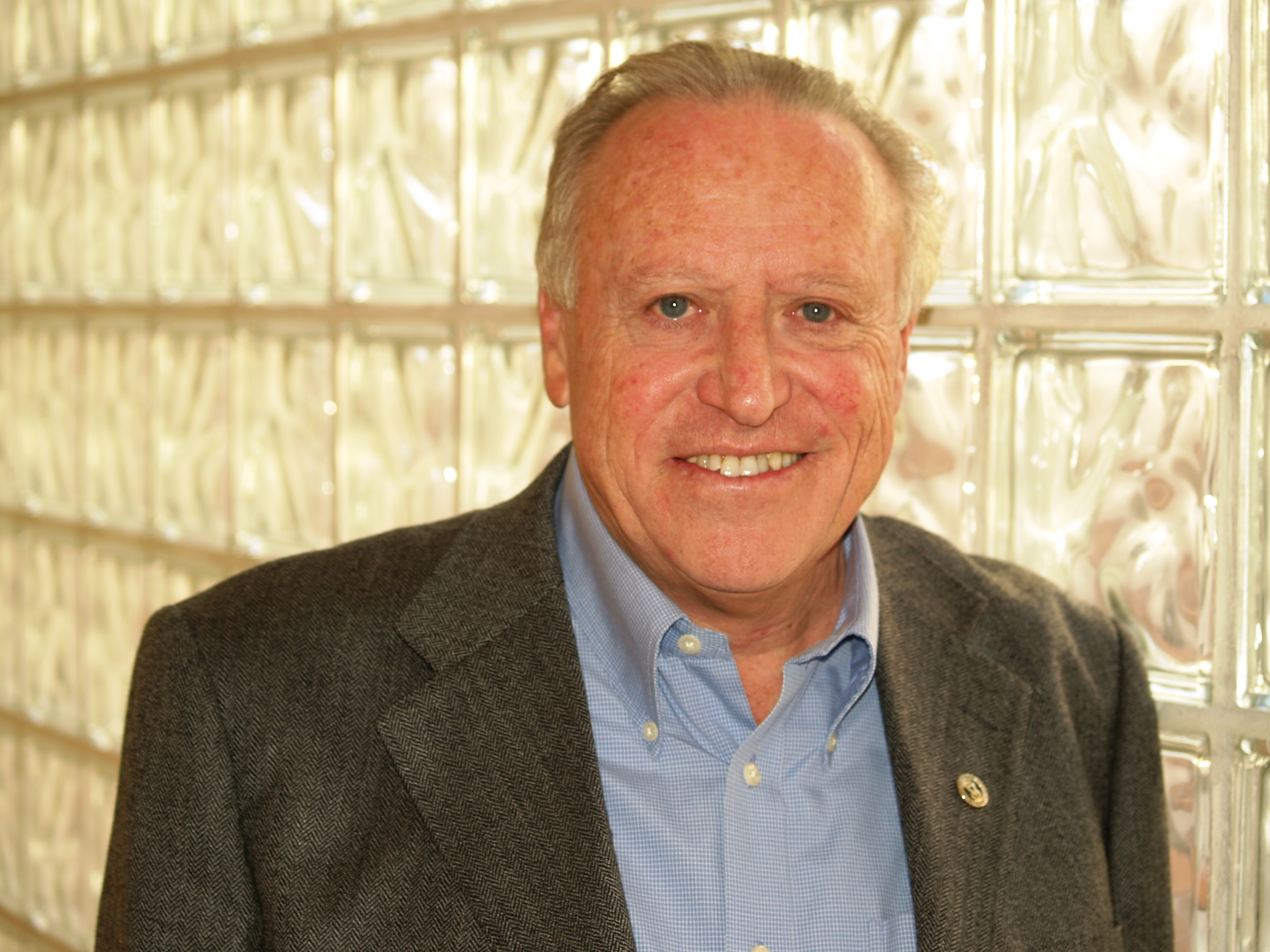
現在のテクニオン学長、イツハク・アペロイグ教授

19年間にわたってテクニオンを運営してきたシュロモー・カプランスキーは、現存の学部に加えて機械工学、電気工学、そして化学工学の学部棟を作った。この時代(1930年代)にテクニオンは急成長を遂げ、ドイツのナチズムの脅威から逃げ出した数多くの科学者たちを受け入れる窓口の役割も果たした。
テクニオンの歴史において重要な転換は1950年代から始まる。
この時期にテクニオンはシオニズム共同体から分離されて独立した施設となり、名称を「テクニオン - イスラエル工科大学(イスラエル科学技術研究所」と改め、今日に至っている。
また研究分野が拡大し、生物学、農業工学、航空宇宙工学、食品工学、材料工学、経営工学、そして科学技術教育学の学部が開かれた。
数学、化学、物理学はそれぞれ独立した部門となり、人文科学・芸術課も新たに建設された。
テクニオンを取り巻く建築物が密集するあまり、施設の増築ができなくなり、新しいキャンパスに移動せざるを得なくなった。
ナヴェー・シャアナンの新キャンパスへの移転は25年かけて段階的に行われた。
ハダル・ハカルメルのキャンパスから、ナヴェー・シャアナンのキャンパスに最後に移転することになるのは建築学部であった。
物理学部を創設したのはEPRパラドックスという革命的な論文をアルベルト・アインシュタインと共著したことで有名な物理学者、ネイサン・ローゼンである。
1960年代には、医学と計算機科学の学部が設立され、学修制度は従来のものから、累積型に変更された。
この時期に学生数は7000人を超え始めた。

ネゲヴ・ベン＝グリオン大学の工学部が設立されるまでの長い期間、テクニオンはイスラエルで唯一の工学学位を授与する機関であった。
1990年、ゼエブ・タドゥモール教授がテクニオン学長に任命され、本校卒業生が学長になるのは初めてのことであった。
テクニオンは創立から今日まで、7万人近い卒業生を輩出してきている。
2007年現在、テクニオンでは総勢1万3千人を超える学生が学んでおり、そのうち約1万人が学士課程である。
女性が学士課程の学生全体の3分の1を占めており、3千人近い女学生が学んでいる。
ほとんどの学部において、女性の占める割合は国における平均値を上回っており、当校の誇称すべきこととなっている。

## 特筆すべき実績

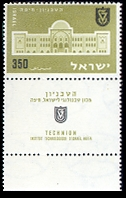
「ハイファ・テクニオン」の切手
発行日: 1956年1月3日
額面: 350ペニー
カタログ番号: 156
デザイン: ג. המורי

- 1982年、材料工学部のダニエル・シェヒトマン教授が準結晶の構造を発見。これは五角形の対称性を持つ結晶体で、結晶に関する当時の理論では存在不可能とされていたため、結晶学における大変動を引き起こし、2011年のノーベル化学賞を受賞した。
- 2004年、アブラム・ハーシュコ教授とアーロン・チカノーバー教授は、「細胞内のタンパク質分解を起こす生物学的構造」の発見をし、ノーベル化学賞を受賞した。
- シュラミート・レヴェンベルグ博士の、「人体が拒絶しない組織生成方法の開発」が評価され、当時37歳でサイエンティフィック・アメリカン誌の「2006年を先導した世界の科学者50人」の一人に選出された。
- 1970年代、エイブラハム・レンペル教授とジェイコブ・ジヴ教授はデータ圧縮に対するレンペル＝ジヴ・アルゴリズムを開発した。データ圧縮における先駆け的な功績、とりわけこのアルゴリズムの開発によって、2名の教授はそれぞれ2007年、1995年にリチャード・ハミング・メダルを受賞した。
- ムーサ・ヨードゥイム教授は、パーキンソン病やアルツハイマー病患者の治療に有効である薬品のアジレクトを発明した。
- オーリー・スィヴァン教授、エレズ・バル＝オン教授、ヨアヴ・アイシェン教授はDNA配列を利用し、太さが人の頭髪の1000分の1である導線の製造に成功した。
- テクニオンから宇宙へ放たれた人工衛星は、世界最小の衛星の一つである。これは一辺45センチメートルの立方体型で重量は48キログラム、消費電力は最低限に抑えられている。この衛星にはオゾン探知機、小型コンピュータ、ナヴィゲーション・コントロールシステムが備えられている。
- テクニオンは今日、その分野において世界の最先端の一つと見なされており、"The Times Higher Education Supplement"によると、2008年現在、科学技術・工学分野では29位、自然科学分野では31位、総合分野では109位にランク付けされている。[2]中国の上海交通大学の2008年の調査では、テクニオンは科学技術・工学分野で世界39位、ヨーロッパでは4位に位置付けられている。[3]
- 独立行政法人・新エネルギー・産業技術総合開発機構にて世界に10ある最優秀海外研究機関の一つとして評価されている。

参照：　http://www.jrcm.or.jp/handbook/2a-37.html
- 「イスラエル工科大学は米国のマサチューセッツ工科大学と並び称される世界でも有数の大学」東芝・元副社長川西剛著、「イスラエルの頭脳」P32より抜粋。
- イスラエルのハイテク企業の創設者および責任者の70%以上はテクニオン卒である。[4]

## テクニオン・シティー

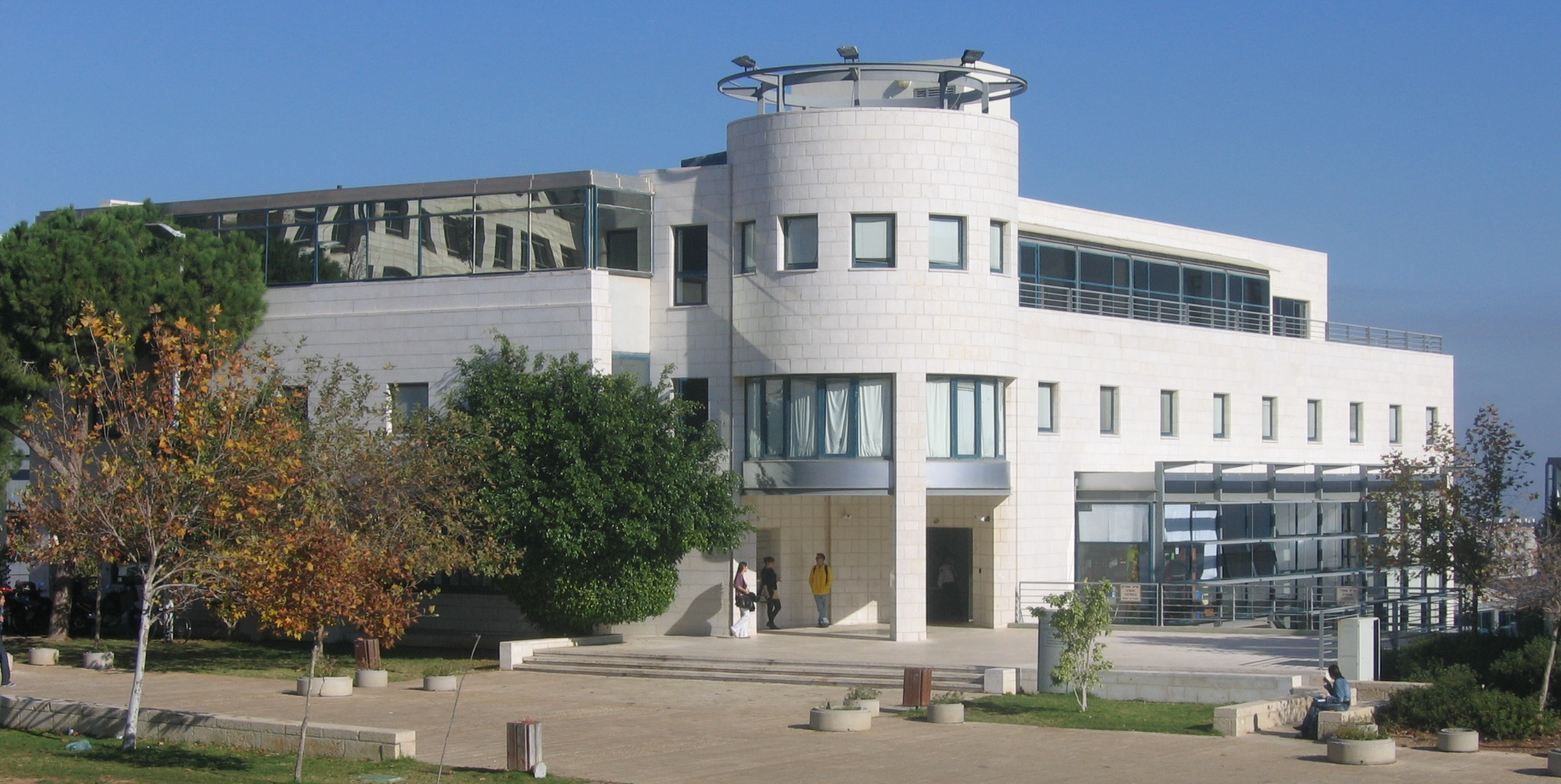
セゴー・ビルディング - 建築・都市計画学部棟

テクニオンのキャンパスは「テクニオン・シティ(原語：קריית הטכניון、テクニオン市の意)」の名で親しまれている。
ナヴェー・シャアナン近郊からネシェル市の間に1325ドゥナム(130万平方メートル強)の敷地を持っている。
テクニオン・シティは小規模な都市であり、敷地内に学生および関係者のための寮棟(所帯持ちのための寮もある)、スポーツセンター、シナゴーグ、映画館、訪問者センター、ユースホステル、文化会館、銀行支店、購買部、幼稚園、クリニックなど様々な施設を併せ持っている。
テクニオンの学生組合は様々な文化行事を開催し、多くの学生の支援活動なども行っている。
医学部の学部棟はテクニオン・シティ内ではなく、ハイファ市バット・ガリーム地区のラムバム病院の隣に位置している。

## 教育機関
テクニオンには学士から博士までの学位を授与する16の学部棟と、非常に多くの学科(教育課程)がある。
また、加えて2つの教育機関が備わっている。

## 参考文献

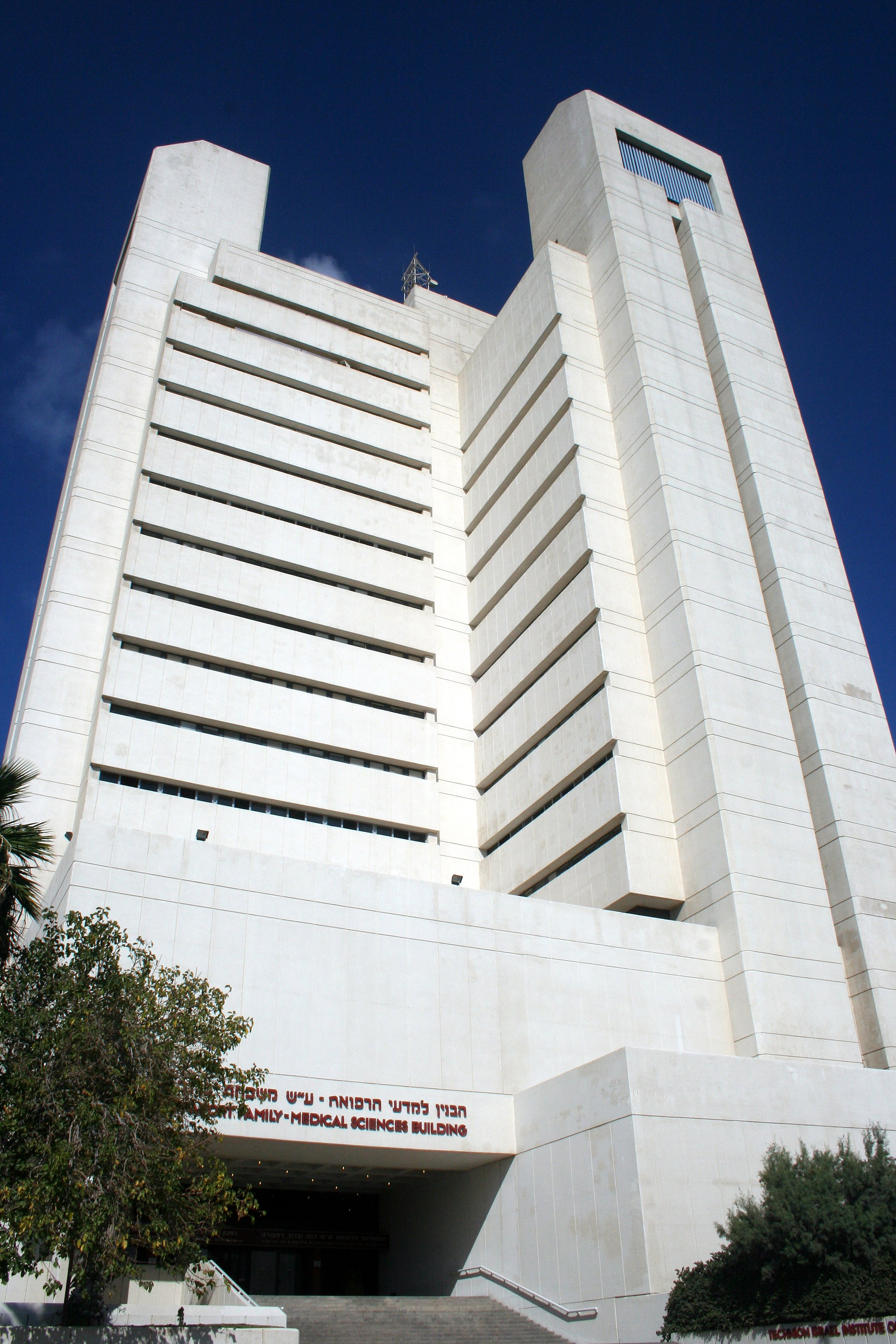
ラパポート・ビルディング - 医学部棟

### 学部棟

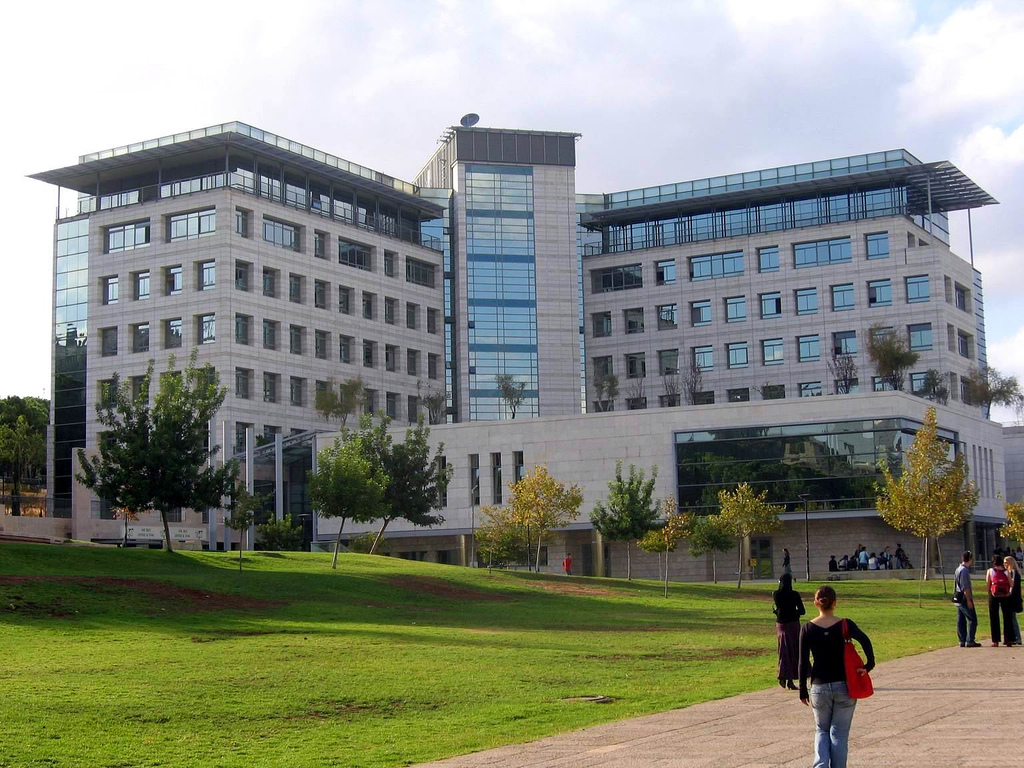
タウーブ・ビルディング - 計算機科学部棟

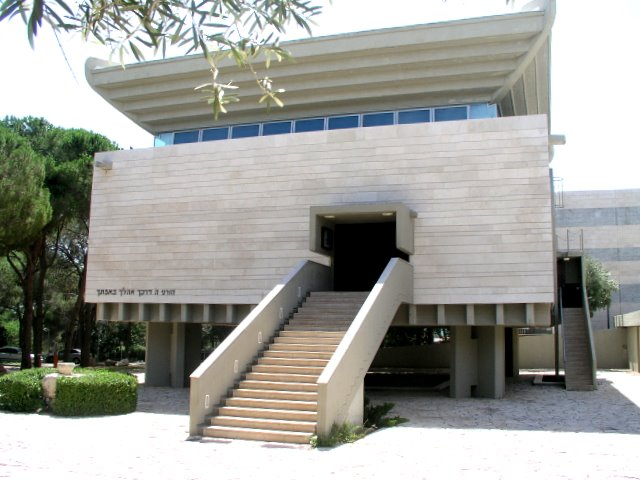
テクニオンのシナゴーグ - 設計は建築士アハロン・カシュタン教授による

- 航空宇宙工学 (学部サイト)
- 市民・環境工学 (学部サイト)
- 建築・都市計画学 (学部サイト)
- 生物・食品工学 (学部サイト)
- 生物学 (学部サイト)
- 医療工学 (学部サイト)
- 材料工学 (学部サイト)
- 電気工学 (学部サイト)
- 化学 (学部サイト)
- 化学工学 (学部サイト)
- 計算機科学 (学部サイト)
- 機械工学 (学部サイト)
- 数学 (学部サイト)
- 物理学 (学部サイト)
- 医学 (学部サイト)
- 経営工学 (学部サイト)

### 学科棟
- 科学技術教育学 (学科サイト)
- 人文科学・芸術学 (学科サイト)

### その他の研究施設
- ナノテクノロジー研究所 (研究所サイト)
- ソリッドステート研究所 (研究所サイト)
- 宇宙調査研究所 (研究所サイト)
- 水調査研究所 (研究所サイト)
- 交通調査研究所 (研究所サイト)
- 国際建築調査研究所 (研究所サイト)
- 先端科学技術研究所